# Kernkraftwerk Byron
Das Kernkraftwerk Byron (englisch Byron Nuclear Generating Station) bei Byron, Rockford im Ogle County im Norden von Illinois in den USA, etwa 90 Kilometer westlich von Chicago, das aus zwei Druckwasserreaktoren besteht, hat eine Gesamtnettoleistung von 2.300 MW. Der Eigner und Betreiber ist die Exelon Generation. Es liefert Strom für den Norden des Bundesstaates Illinois sowie für die Stadt Chicago.

## Reaktoren

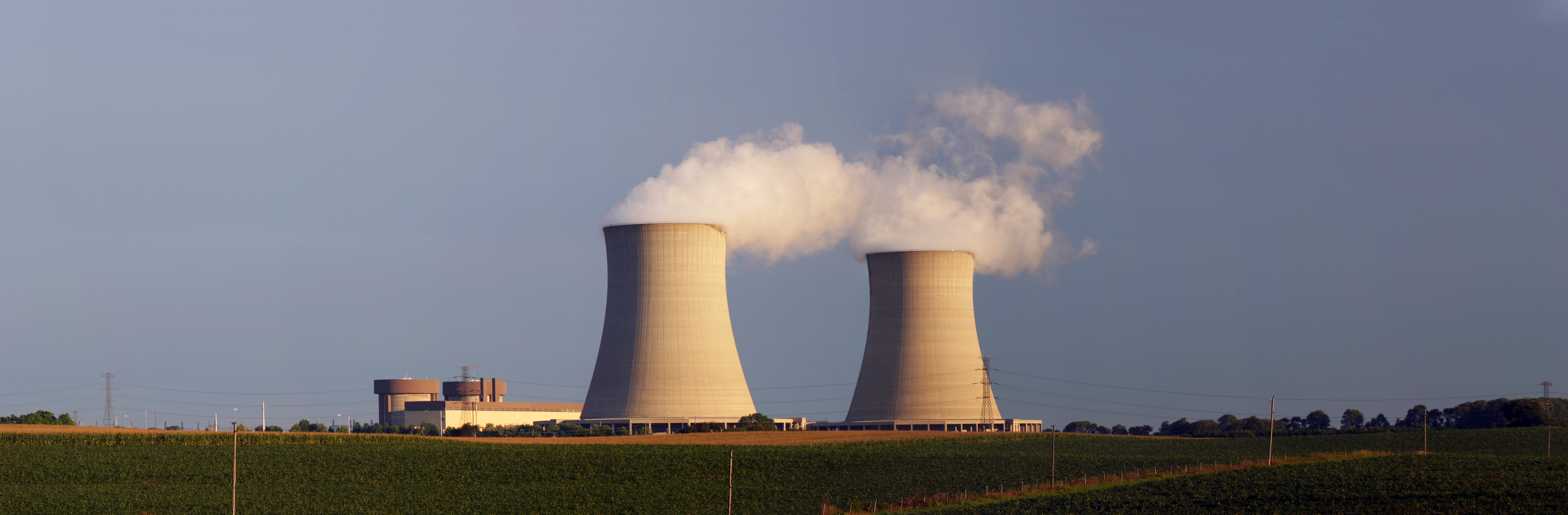
Das Kernkraftwerk mit den beiden Kühltürmen

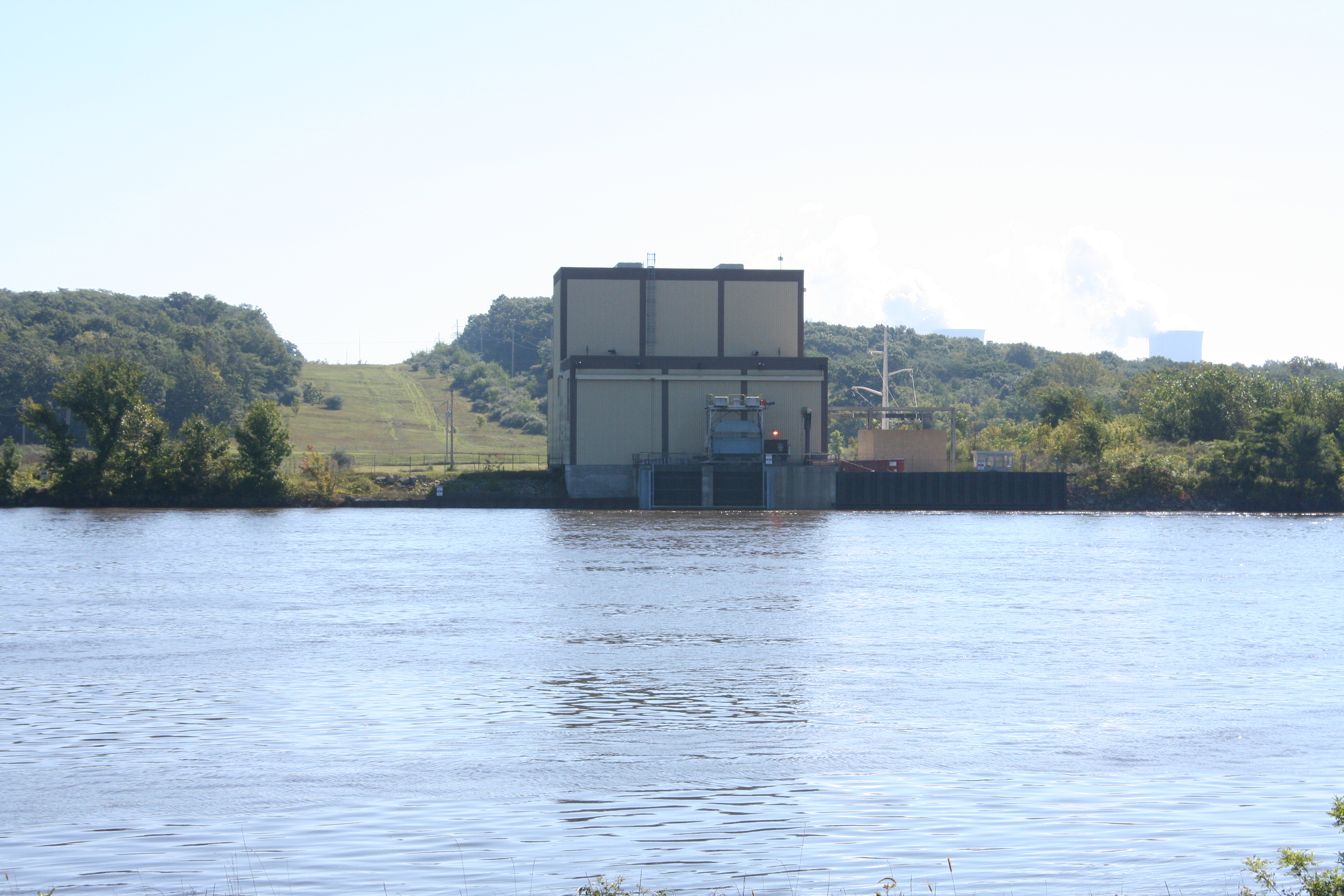
Das Kühlwasserbauwerk des Kernkraftwerks, im Hintergrund die Kühltürme

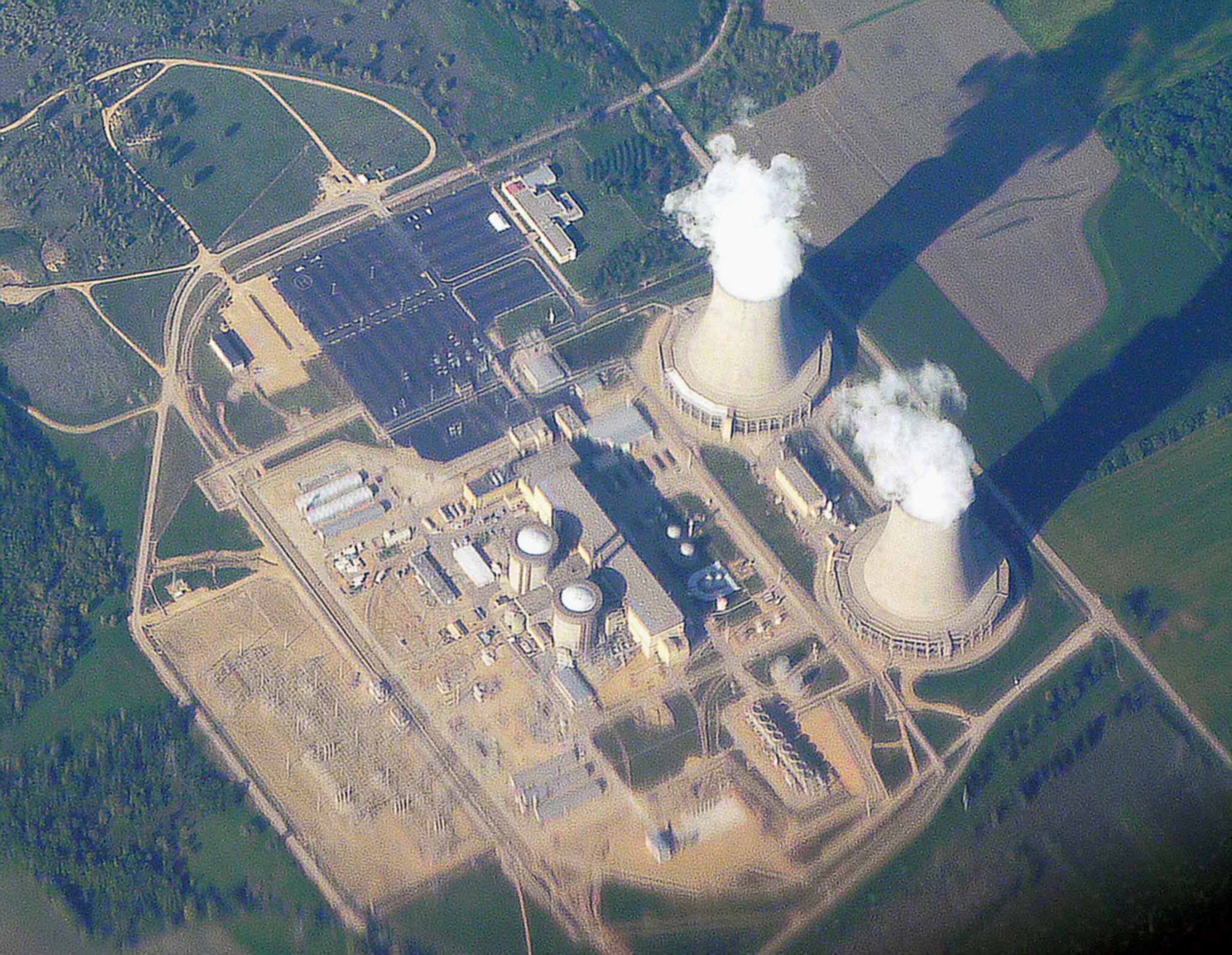
Luftaufnahme des Kraftwerks

Das Kernkraftwerk Byron besteht aus den beiden Druckwasserreaktoren Byron-1 und Byron-2. Der Baubeginn für beide Reaktoren war am 31. Dezember 1975. Der erste Block wurde am 2. Februar 1985 zum ersten Mal kritisch, der zweite am 9. Januar 1987. Am 1. März 1985 wurde Byron-1 erstmals mit dem Stromnetz synchronisiert und befindet sich seit dem 16. September 1985 im kommerziellen Leistungsbetrieb. Die erste Netzsynchronisation des Reaktors Byron-2 erfolgte am 6. Februar 1987, nach über elfjähriger Bauzeit ging er am 21. August 1987 in den kommerziellen Leistungsbetrieb über. Die Reaktoren wurden von Westinghouse geliefert. und kosteten rund 4,5 Milliarden US-Dollar. Der in Byron produzierte Strom reicht aus, um zwei Millionen durchschnittliche US-amerikanische Wohnhäuser mit Elektrizität zu versorgen, es arbeiten dort ungefähr 690 Mitarbeiter. Exelon zahlt jährlich Immobiliensteuern in Höhe von 28 Millionen US-Dollar.

## Leistung
Die elektrische Nettoleistung des Reaktors Byron-1 beträgt 1164 MW, die Bruttoleistung 1225 MW. Byron-2 hat eine Nettoleistung von 1136 MW und eine Bruttoleistung von 1196 MW.

## Kühlung
Das Kernkraftwerk besitzt zwei Naturzug-Nasskühltürme mit einer Höhe von je 495 Fuß. Dem nahe gelegenen Rock River wird Kühlwasser für die Kühlung der Reaktoren entnommen.

## Sicherheit
Nach den Terroranschlägen am 11. September 2001 wurden die Sicherheitseinrichtungen um das Kraftwerk stark verschärft. Um das Kraftwerk gibt es eine sogenannte Sicherheitszone, die nicht bebaut werden darf.
Seit Februar 2006 arbeitet Exelon zusammen mit der Illinois EPA, um Tritium-Kontaminationen im Grundwasser zu untersuchen.
Am 19. Oktober 2007 gab es ein Leck in einem Kühlwasserrohr im nicht-nuklearen Teil der Anlage, das bei einem Kontrollgang entdeckt wurde. Dies war das erste Mal seit Mitte der 1990er-Jahre, dass beide Blöcke gleichzeitig außer Betrieb waren. Am 31. Oktober 2007 gingen die Reaktoren wieder in Betrieb.
Am 30. Januar 2012 wurde, wahrscheinlich infolge eines Defekts eines Bauteils einer Schaltanlage zur Energieversorgung des Reaktors, tritiumhaltiger Dampf abgelassen. Der Reaktor wurde heruntergefahren und über Dieselgeneratoren mit Strom versorgt, der Zwischenfall von der US-amerikanischen Atomaufsichtsbehörde als „ungewöhnliches Ereignis“ mit der niedrigsten der vier Gefahrenstufen beurteilt.

## Wirtschaftliche Lage und mögliche frühzeitige Abschaltung
Im März 2014 wurde bekannt, dass sämtliche Kraftwerke von Exelon Verluste einfahren und die Anlage in Byron neben zwei weiteren, Clinton und Quad Cities zu den unrentabelsten gehört. Grund ist die starke Konkurrenz durch hohe Erdgasvorkommen auf Grund des in den Vereinigten Staaten weit verbreiteten Fracking. Der Betreiber wollte sich um staatliche Subventionen für CO2-freie Energieträger, analog zu Wind- und Solarkraftwerken, bemühen, um die Rentabilität der Anlagen wiederherzustellen.
Nachdem der Staat Illinois die geforderten Subventionen nicht bewilligt hatte, spitzte sich im August 2015 die Lage zu und es wurde über eine baldige Abschaltung der drei Kernkraftwerke spekuliert. In einer Ausschreibung über den Verkauf von Strom konnte sich das Kernkraftwerk Byron behaupten, sodass sein Betrieb zunächst bis Ende Mai 2019 gesichert war. Quad Cities scheiterte an der Ausschreibung für die Jahre 2018 und 2019, sodass diese Anlage zunächst bis Ende Mai 2018 weiterbetrieben werden durfte. Das unprofitable Kernkraftwerk Clinton war von der Ausschreibung nicht betroffen, weil es seine Energie in ein anderes Stromnetz einspeist.
Im September 2015 hieß es, Exelon verschiebe die Entscheidung über die Stilllegung der Anlagen Byron und Quad Cities um ein Jahr. Die Lage von Clinton blieb weiterhin kritisch und ungewiss.
Im August 2020 kündigte Exelon die Abschaltung der Blöcke bis September 2021 an. Mitte Juni 2021 wurde bekannt, dass der Betreiber ein Stilllegungsgesuch eingereicht hat. Demnach soll Byron 1 am 14. September 2021 und Byron 2 am 16. September 2021 vom Netz gehen. Auch die für November 2021 angekündigte Stilllegung des Kernkraftwerks Dresden soll vollzogen werden. Anfang August 2021 bestätigte der CEO von Exelon, Andrew Crane, dass eine definitive Abschaltung der Kernkraftwerke Byron und Dresden angesichts der kurz bevorstehenden Stilllegungstermine und der stagnierenden Debatte über eine Subventionierung von Kernkraftwerken in Illinois nicht mehr abzuwenden sei.
Exelon reichte seine Stilllegungspläne bei der Nuclear Regulatory Commission (NRC) ein. Ein Sprecher sagte, Exelon hoffe weiterhin, dass eine Subventionierung «rechtzeitig verabschiedet wird, damit wir die [Stilllegungs-]Maßnahmen rückgängig machen können». Im September 2021 wurden Exelon von Illinois 700 Millionen Dollar an Subventionen über fünf Jahre bewilligt, sodass die Stilllegung der Kraftwerke Dresden und Bryon doch noch abgewendet wurde.

## Betriebsbewilligung
In den USA wird die Betriebsbewilligung (engl. license) für ein Kernkraftwerk von der Nuclear Regulatory Commission zunächst für einen Zeitraum von bis zu 40 Jahren erteilt. Der Zeitraum von 40 Jahren basierte ursprünglich auf dem Zeitraum für die Abschreibung von Anlagevermögen. Der Atomic Energy Act of 1954 erlaubt eine (auch mehrmalige) Verlängerung der Betriebserlaubnis um jeweils 20 Jahre.
Die ursprüngliche Betriebsbewilligung für den Block 1 wurde dem Betreiber Exelon Generation Co., LLC am 14. Februar 1985 durch die NRC bis zum 31. Oktober 2024 erteilt. Sie wurde am 19. November 2015 bis zum 31. Oktober 2044 verlängert.
Für den Block 2 wurde die ursprüngliche Bewilligung am 30. Januar 1987 bis zum 6. November 2026 erteilt. Sie wurde am 19. November 2015 bis zum 6. November 2046 verlängert.

## Daten der Reaktorblöcke
Das Kernkraftwerk Byron hat insgesamt zwei Blöcke:
| Reaktorblock | Reaktortyp         | Netto- leistung | Brutto- leistung | Baubeginn       | Netzsyn- chronisation | Kommer- zieller Betrieb | Betriebs- bewilligung | Abschal- tung |
| ------------ | ------------------ | --------------- | ---------------- | --------------- | --------------------- | ----------------------- | --------------------- | ------------- |
| Byron-1      | Druckwasserreaktor | 1164 MW         | 1225 MW          | 1. Oktober 1974 | 1. März 1985          | 16. September 1985      | 31.10.2044            | (31.10.2044)  |
| Byron-2      | Druckwasserreaktor | 1136 MW         | 1196 MW          | 1. Oktober 1974 | 6. Februar 1987       | 21. August 1987         | 06.11.2046            | (16.11.2046)  |

## Sonstiges
Illinois war und ist (Stand Mitte 2021) der US-Bundesstaat mit den meisten Kernreaktoren – dort sind elf Kernreaktoren in Betrieb (Pennsylvania neun).